# Единый механизм пристыковки

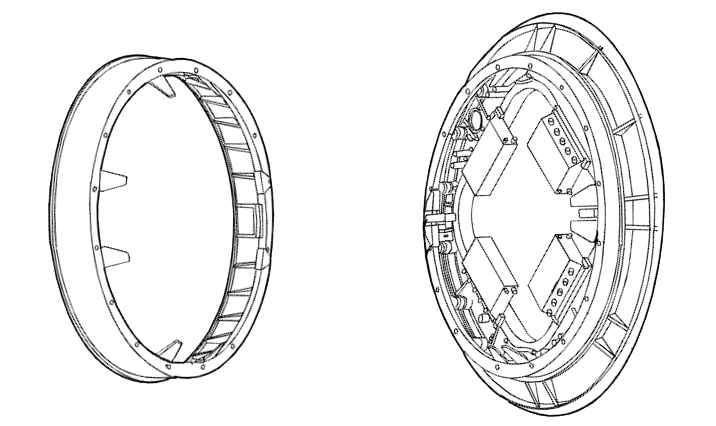

Единый механизм пристыковки (англ. Common Berthing Mechanism, или CBM) используется для стыковки всех нероссийских герметичных модулей Международной космической станции между собой.
Единый механизм пристыковки впервые использовался для стыковки модуля «Юнити» и ферменной конструкции Z1 МКС.
CBM используется для стыковки с МКС беспилотных грузовых космических кораблей: японского H-II Transfer Vehicle, американских Cygnus и Dragon. Эти космические корабли оборудованы пассивным узлом единого механизма пристыковки и соединяются с активными стыковочными узлами МКС при помощи манипулятора «Канадарм2».

## Устройство
Единый механизм пристыковки состоит из двух компонентов — активного и пассивного. После соединения двух сторон механизма давление уплотняет стык до герметичности, и стыковочный узел позволяет передавать через себя электричество, связь и воздух. В стыковочном узле есть люк для прохода экипажа и перемещения груза в форме квадрата со скруглёнными углами, диагональю 127 см.
CBM оснащается расположенным по центру небольшим иллюминатором и ручным выравнивателем давления (MPEV).

## Галерея

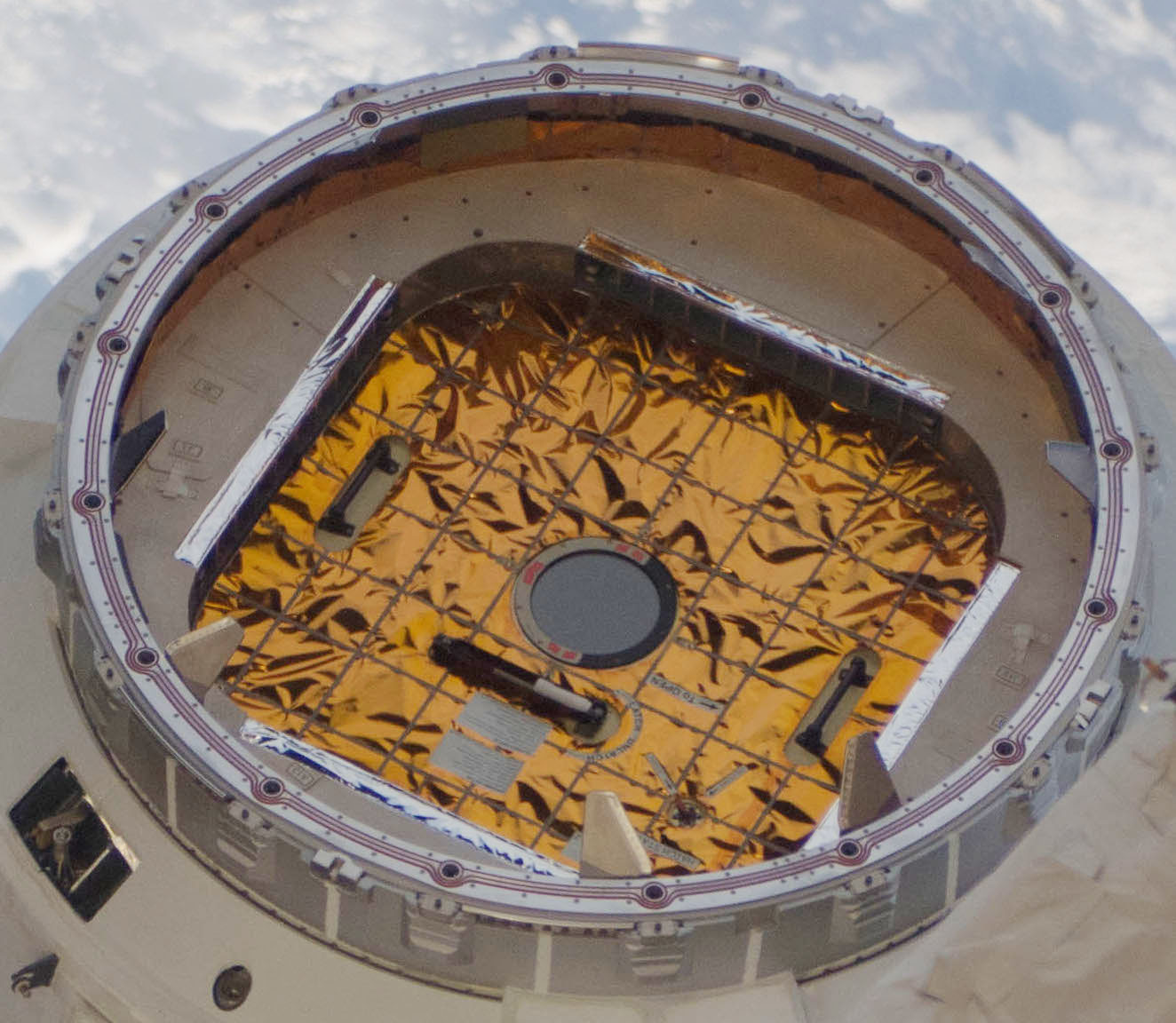
Пассивная часть
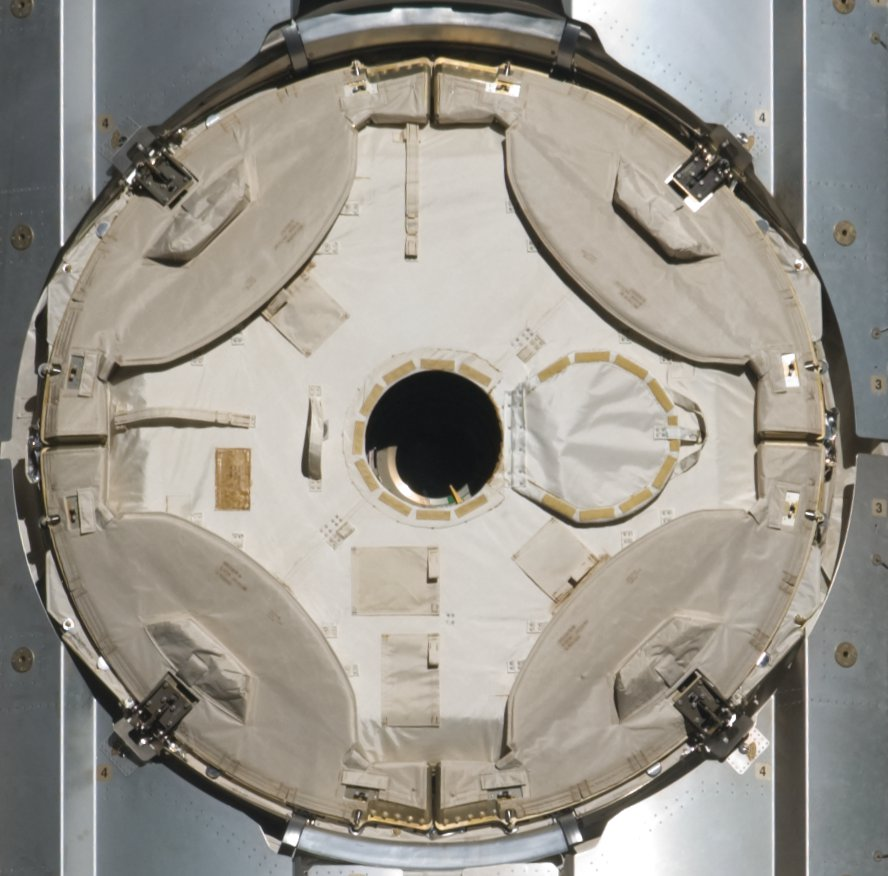
Активная часть с закрытыми крышками
- Закрытие крышек на модуле